# Julien Alfred
Julien Alfred (Castries, 10 giugno 2001) è una velocista santaluciana, campionessa olimpica dei 100 metri piani a Parigi 2024 e campionessa mondiale indoor dei 60 metri piani a Glasgow 2024.

## Biografia
Figlia di Joanna Alfred e del defunto Julian Hamilton, ha tre tra fratelli e sorelle (Juliana, Daniel e Chad). Dopo aver frequentato la Secondary School a Saint Lucia e la High School in Giamaica, allenata da Marion Jones, nel 2018 entra nell'Università del Texas ad Austin. Ai Giochi olimpici giovanili vince la medaglia d'argento nei 100 metri piani con il tempo complessivo di 23"22.
Nel 2022 a maggio stabilisce il suo primato in 10"81, mentre a giugno vince i campionati NCAA a Eugene nei 100 m e nella staffetta 4×100 m con i Texas Longhorns ed arriva seconda nella staffetta 4×400 m. Un mese più tardi sempre sulla pista dell'Hayward Field di Eugene ai Mondiali di Oregon 2022 viene squalificata in semifinale per falsa partenza. Ad agosto vince la medaglia d'argento sui 100 m ai Giochi del Commenwealth battuta dalla giamaicana Elaine Thompson-Herah. Nel 2024 vince la medaglia d'oro nei 60 metri piani ai mondiali indoor di Glasgow e il 3 agosto, ai Giochi olimpici di Parigi, si laurea campionessa dei 100 metri piani con il tempo di 10"72, davanti alle americane Richardson e Jefferson, portando la prima medaglia di sempre alla sua nazione e migliorando il record nazionale. Tre giorni dopo conquista anche la medaglia d'argento nella doppia distanza, alle spalle della sola Gabrielle Thomas.

## Record nazionali
Seniores
- 60 metri piani indoor: 6"94 ( Albuquerque, 11 marzo 2023)
- 100 metri piani: 10"72 ( Parigi, 3 agosto 2024)
- 200 metri piani: 21"86 ( Londra, 20 luglio 2024)
- 200 metri piani indoor: 22"01 ( Albuquerque, 11 marzo 2023)
- 300 metri piani: 36"05 ( Miramar, 5 aprile 2025)
- 300 metri piani indoor: 36"16 ( Boston, 2 febbraio 2025)

## Palmarès
| Anno | Manifestazione                    | Sede         | Evento      | Risultato  | Prestazione | Note             |
| ---- | --------------------------------- | ------------ | ----------- | ---------- | ----------- | ---------------- |
| 2017 | Giochi del Commonwealth giovanili | Nassau       | 100 m piani | Oro        | 11"56       |                  |
| 2018 | Giochi olimpici giovanili         | Buenos Aires | 100 m piani | Argento    | 23"22       | [ 10 ]           |
| 2022 | Giochi caraibici U23              | Basse-Terre  | 100 m piani | Oro        | 11"07       |                  |
| 2022 | Mondiali                          | Eugene       | 100 m piani | Semifinale | dq          | [ 11 ] [ 4 ]     |
| 2022 | Giochi del Commonwealth           | Birmingham   | 100 m piani | Argento    | 11"01       | [ 6 ]            |
| 2022 | Giochi del Commonwealth           | Birmingham   | 200 m piani | Batteria   | dns         | [ 12 ]           |
| 2023 | Giochi CAC                        | San Salvador | 100 m piani | Oro        | 11"14       |                  |
| 2023 | Mondiali                          | Budapest     | 100 m piani | 5ª         | 10"93       |                  |
| 2023 | Mondiali                          | Budapest     | 200 m piani | 4ª         | 22"05       |                  |
| 2024 | Mondiali indoor                   | Glasgow      | 60 m piani  | Oro        | 6"98        |                  |
| 2024 | Giochi olimpici                   | Parigi       | 100 m piani | Oro        | 10"72       | Record nazionale |
| 2024 | Giochi olimpici                   | Parigi       | 200 m piani | Argento    | 22"08       |                  |

## Altre competizioni internazionali
2024
- Vincitrice della Diamond League nella specialità dei 100 m piani